# Рыков, Павел Сергеевич
Павел Сергеевич Рыков (7 [19] октября 1884, Москва — 26 марта 1942, Ворошилов, Приморский край) — советский археолог, историк, музейный работник и краевед, профессор.
Профессор Саратовского университета (с 1922). Член ГАИМК (1931), член Государственной Академии искусствознания (1932).

## Биография
Родился в семье бухгалтера.
Окончил 4-ю Московскую гимназию, затем — историко-филологический факультет Московского университета, где учился в 1905—1910 годах, а также одновременно Московский археологический институт, где был слушателем в 1907—1910 годах. Ученик В. А. Городцова.
C 1920 года в Саратове, приступил к работе в университете: доцент и заведующий кафедрой археологии (учреждённой по его инициативе при педагогическом факультете), профессор (утверждён в 1922 году, со сдачей магистерских экзаменов), декан педагогического факультета (1924—1927, заместитель с 1923), заместитель ректора по хозяйственной работе (до 1932); с восстановлением в 1935 году истфака и до своего ареста — его первый декан и заведующий кафедрой истории древнего мира и археологии. Член ВКП(б) с 1930 года.
С 1924 года — директор Нижне-Волжского института краеведения; одновременно с 1931 — профессор, с 1932 — заведующий кафедрой всеобщей истории Саратовского педагогического института (был создан в 1931 году на основе педагогического факультета Саратовского университета).
Инициатор создания в Саратове (в 1922) и бессменный директор (до 1937) Краеведческого института изучения Южноволжской области (до 1924 — Научно-исследовательский археологический институт). Директор Саратовского областного краеведческого музея (1922—1937), преемник этнографа профессора Б. М. Соколова.
Создатель первого национального музея Калмыкии (1931). На протяжении многих лет — председатель Саратовского общества краеведения.
Арестован 14 августа 1937 года. 24 января 1938 выездной сессией ВК ВС СССР в Саратове осуждён на 10 лет лагерей. Умер во Владлаге.
Реабилитирован посмертно в 1956 году. Посмертно восстановлен в КПСС.

### Семья
Жена — Надежда Александровна Рыкова. Их дети: Сергей, Елена.

## Награды
- орден Святого Станислава 3 степени (1914).

## Память
В его память в Саратове с начала 1990-х гг. периодически проводятся Рыковские чтения по истории и археологии.